# Festung Antwerpen

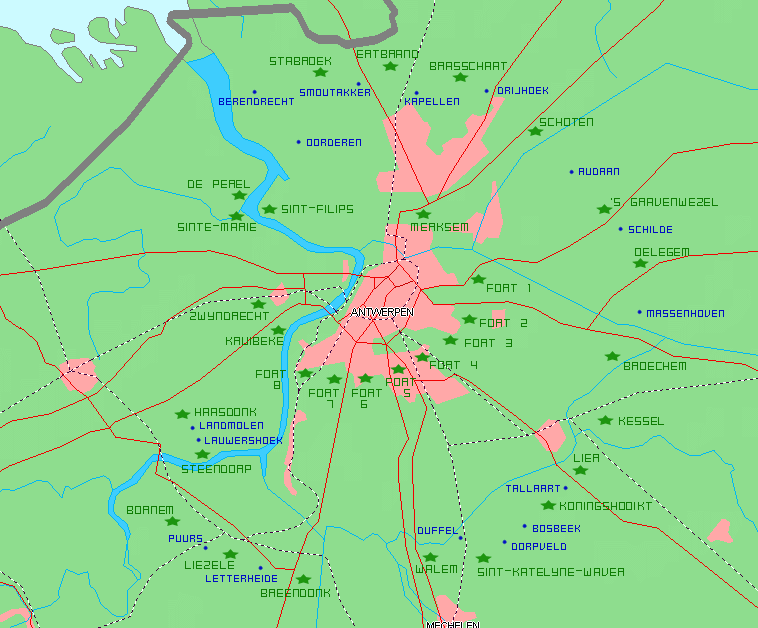
Karte der Forts um Antwerpen

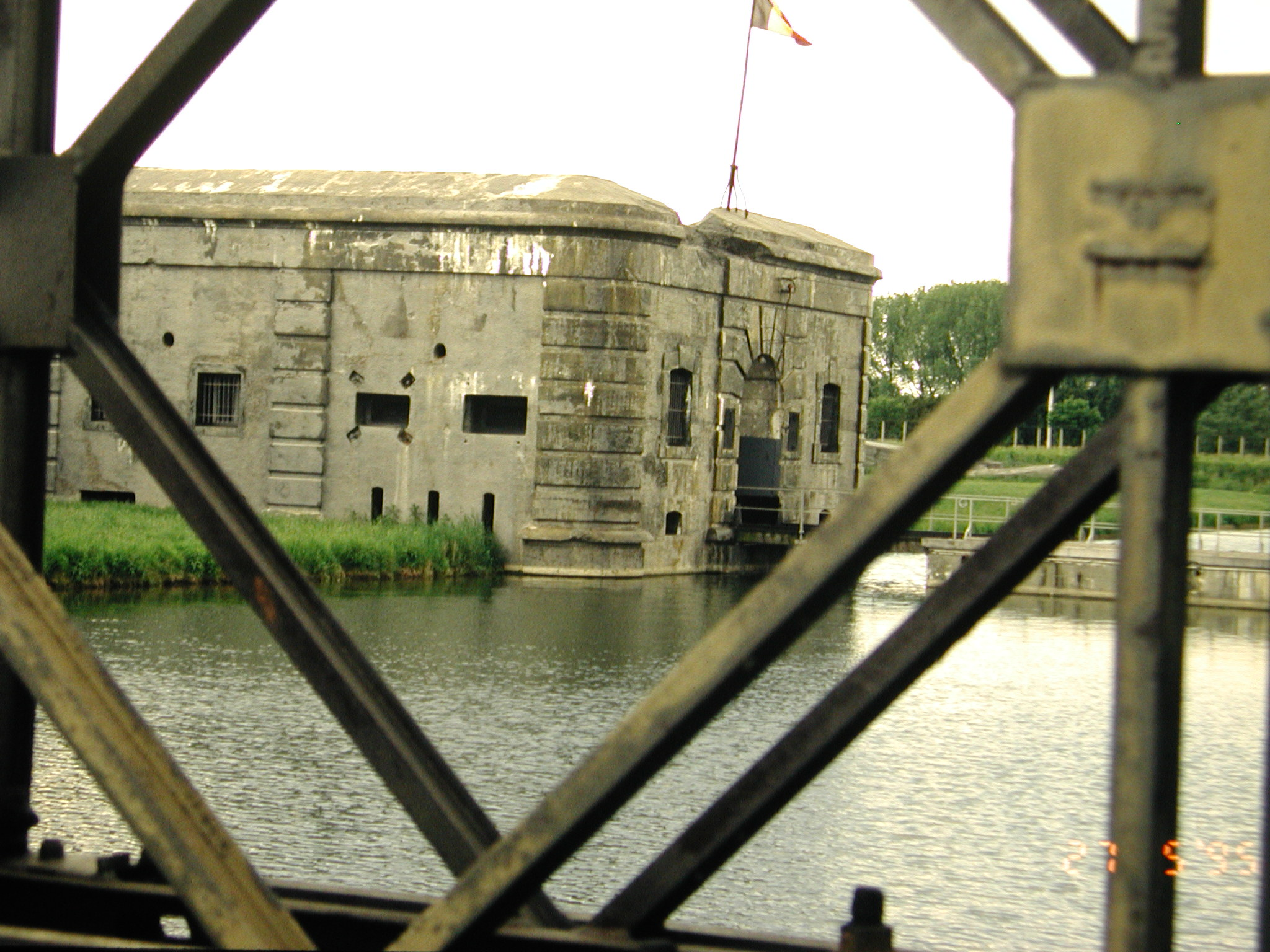
Eingang von Fort Breendonk

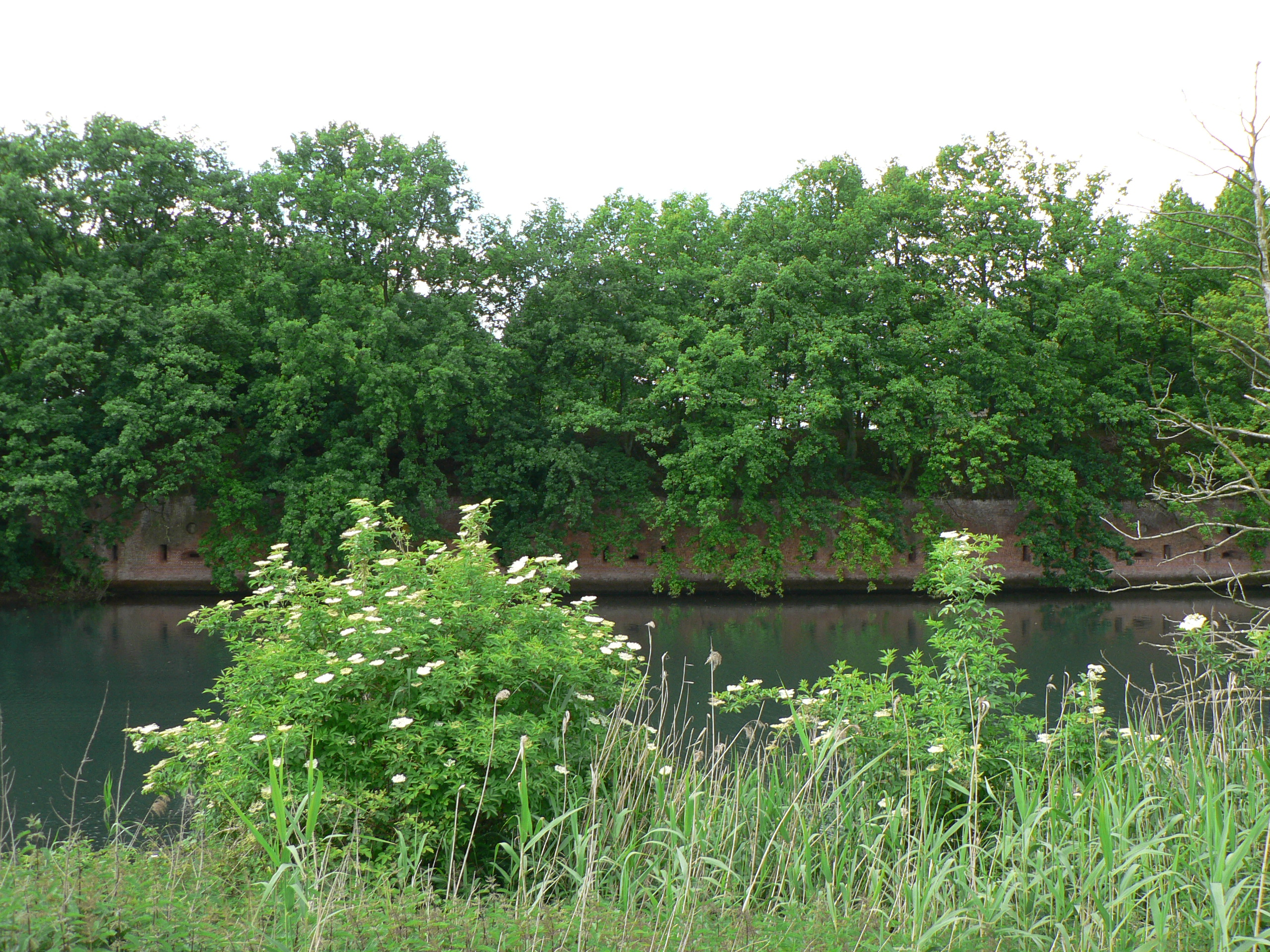
Fort 3, Borsbeek.

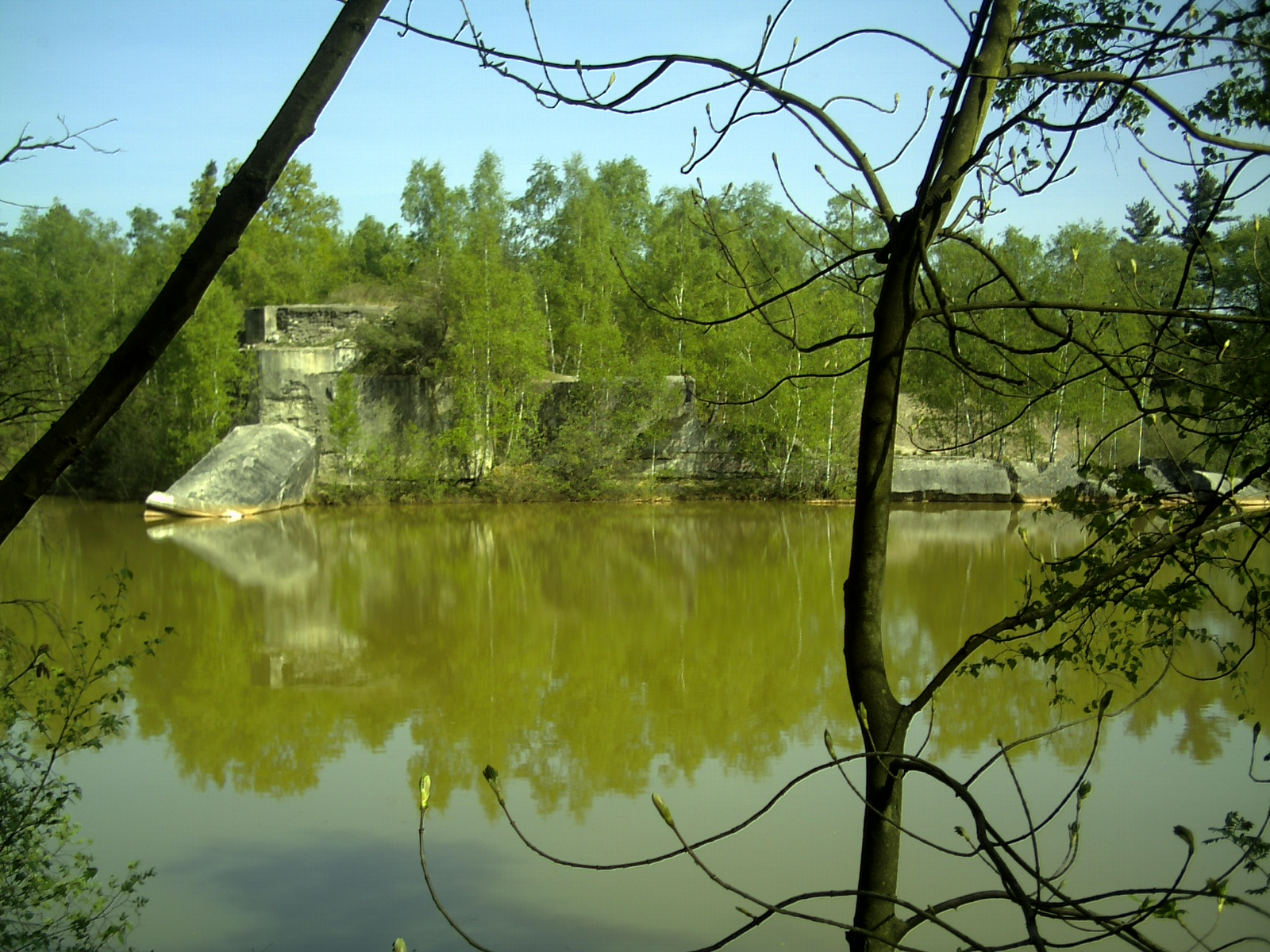
Der zerstörte linke Flügel von Fort Braschaat

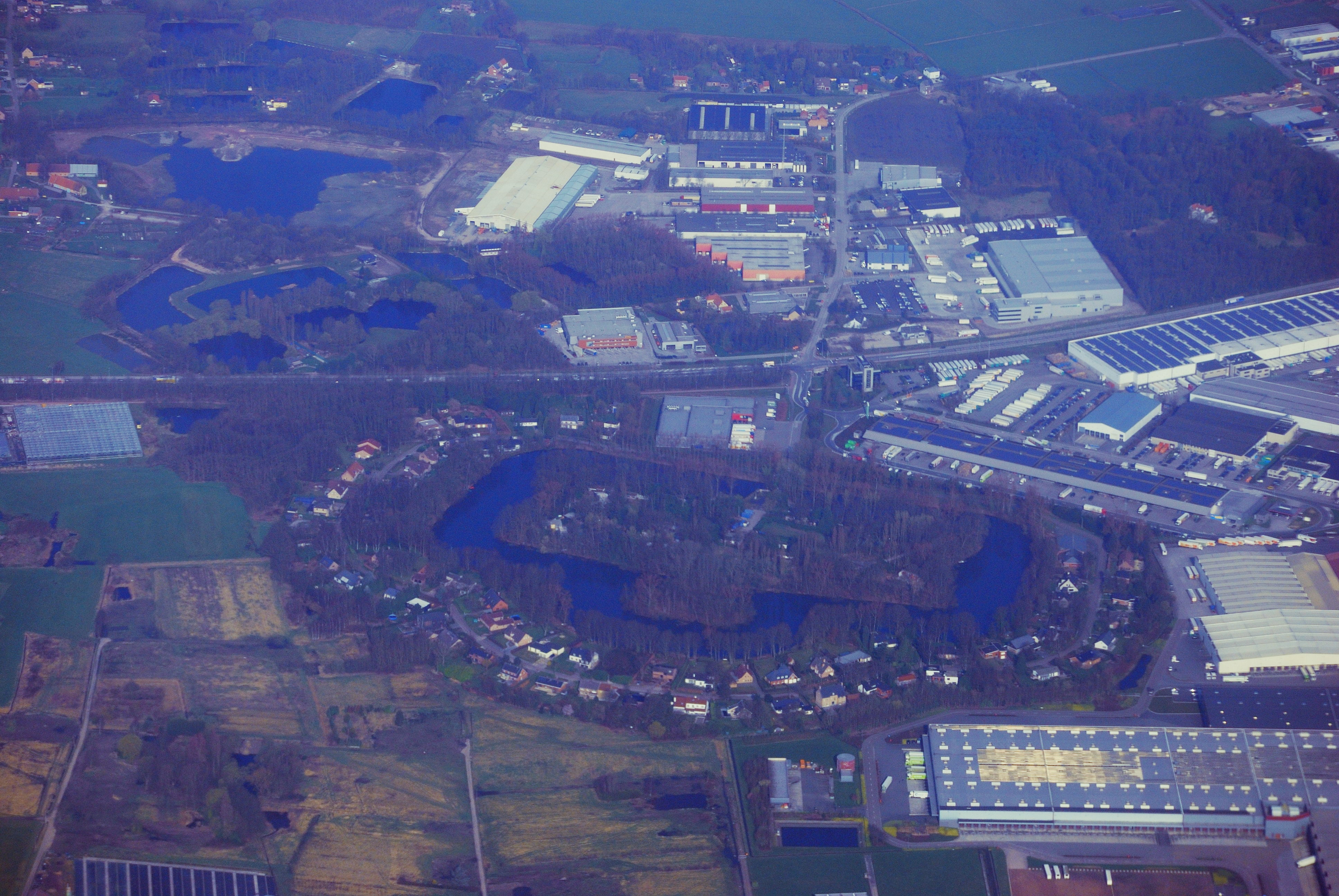
Fort 12, Sint-Katelijne-Waver.

Die Festung Antwerpen bestand als militärische Verteidigungsanlage aus zwei ringförmig angelegten Gürteln von Forts um die belgische Hafenstadt Antwerpen. Zwischen 1859 und 1914 erbaut, hatte die Anlage einen Gesamtumfang von 95 km.

## Frühe Geschichte
Die Stadtbefestigung von Antwerpen bestand bis zur Unabhängigkeit Belgiens im Jahre 1830 aus der spanischen Stadtmauer in der Nähe des aktuellen Leien (Italiëlei, Frankrijklei, Amerikalei), im Süden begrenzt durch das Südschloss (Zuidkasteel; nördlich des jetzigen Justizpalastes) und auf der Nordseite begrenzt vom Nordfort, das an der Stelle des derzeitigen Kattendijkdok lag. Die Forts „Liefkenshoek“, „De Perel“, „St. Maria“ und „St. Filips“ wurden während des Achtzigjährigen Krieges im Jahre 1584 durch den Herzog von Parma (Alessandro Farnese) mit der Absicht erbaut, die Versorgung der Holländer in Antwerpen blockieren zu können. Diese Forts waren an der Biegung der Schelde in Kallo gelegen.

## Nach der Unabhängigkeit Belgiens
Ab 1830 bestand die Verteidigung Belgiens aus zwanzig Festungsstädten, der sogenannten Wellington-Barriere zum Schutz gegen Frankreich. Zur Aufgabe der Festung Antwerpen gehörte auch die Verteidigung der Schelde („Rede Verteidigung“). Sie wurde durch die Forts „De Perel“, „Burcht“, „Isabella“ und „Saint Marie“ sichergestellt. Verstärkt wurde die „Rede Verteidigung“ der Schelde später durch den Bau des Forts „Vlaams Hoofd“, das westlich des heutigen Endpunkts des Sint-Annatunnels gelegen war.

## Gesetz von 1851
Mitte des 19. Jahrhunderts wurde nach dem Amtsantritt von Napoleon III. im Jahre 1851 deutlich, dass die belgische Armee keine Möglichkeiten hatte, um einem französischen Angriff zu widerstehen. Das zweite französische Kaiserreich war damals die führende Militärmacht Europas. Es war notwendig, die Verteidigung zu zentralisieren. Daher wurde beschlossen, um Antwerpen einen Ring von Forts zu bauen (die so genannten Fortjes 1–7). Ursprünglich nur als Erdwallpalisaden gebaut, wurden diese jedoch später mit Steineinbauten verstärkt.

## Gesetz vom 7. September 1859

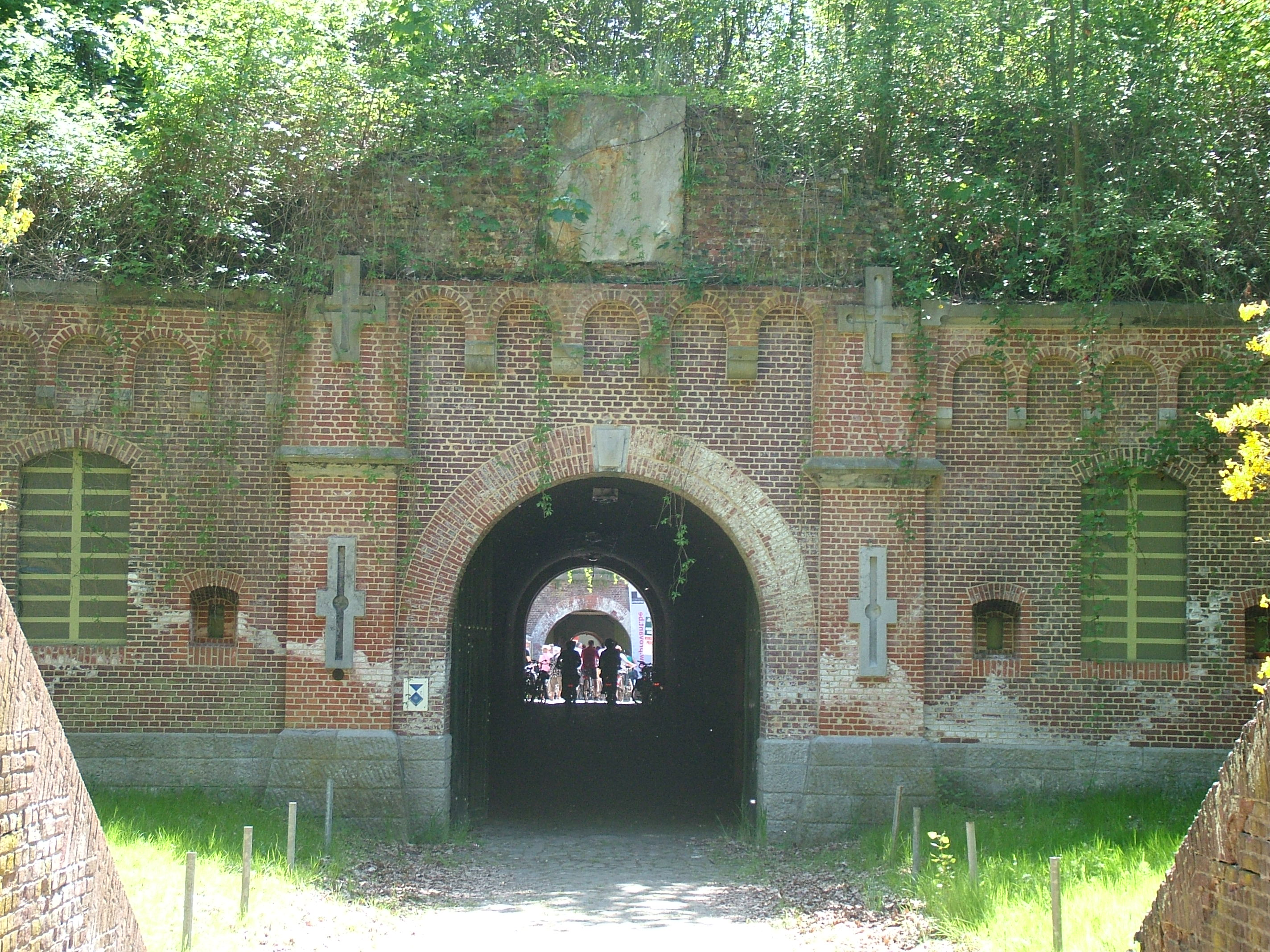
Eingang des in Hoboken gelegenen Fort 8.

In der Mitte des 19. Jahrhunderts wurde das Konzept der Verteidigung Belgiens geändert, weil eine vollständige Landesverteidigung nicht realistisch war. Antwerpen war am besten als letztes Bollwerk (Nationaal Reduit) geeignet, bis Hilfe vom Verbündeten Großbritannien kommen sollte. Die Wahl Antwerpens als sogenanntes Nationaal Reduit beruhte auf den guten Möglichkeiten für die Bevorratung und Verteidigung. Das Nationaal Reduit nach dem Gesetz vom 9. August 1859 sah eine Umwallung mit einem Ring von Forts und Überflutungsgräben vor. Der Fortring sollte aus acht sogenannten Brialmontforts – benannt nach Henri Alexis Brialmont – bestehen. Sie wurden ab 1859 in einem 18 km langen Ring von Wijnegem bis Hoboken gebaut.

## Gesetz von 1870
Während des Deutsch-Französischen Kriegs von 1870/71 zeigte sich, dass die deutsche Artillerie das belagerte Paris bereits aus einer Entfernung von 7 km beschießen konnte. Der Ring der Brialmontforts lag also zu nah an der Stadt Antwerpen. Zunächst wurde beschlossen, die Forts „Merksem“, „Zwijndrecht“ und „Kruibeke“ zu bauen. Außerdem wurde die Verteidigung der Schelde mit den Forts „St. Filips“ und „De Perel“ ausgeweitet. Das waren kleine längliche Panzerforts, die zur Abwehr etwaiger Angriffe vom Wasser her konzipiert waren. Für diese Forts war eine Bewaffnung mit Geschützen der Kaliber 24 cm und 28 cm vorgesehen. Das Fort „De Perel“ wurde jedoch nie bewaffnet.

## Arbeiten in der Periode 1878–1905
Im Jahre 1872 entstand die Idee, die Verteidigung Antwerpens auf die Linie der Flüsse Rupel und Nete mit Überflutungen der Polder um die Flüsse zu konzentrieren. Es fehlten jedoch die finanziellen Mittel, um mit dem Bau direkt zu beginnen.
Ab 1878 wurden drei Forts in „Walem“, „Lier“ und (ab 1882) „Steendorp“ errichtet.
1885 wurde Fort „Schoten“ gebaut; im Jahr darauf entstand die Schanze „Duffel“, um die Eisenbahnlinie Antwerpen – Brüssel zu verteidigen. Drei weitere Schanzen („Oorderen“, „Berendrecht“ und „Kapellen“) wurden gebaut, um die Deiche, die zu überflutenden Polder und die Eisenbahn nach den Niederlanden zu verteidigen.
Schließlich war durch das Gesetz von 1902 in diesem Zeitraum mit dem Bau der Forts „Sint Katelijne Waver“ und „Stabroek“ ein Anfang gemacht worden. Sie waren im Jahr 1914 noch nicht fertiggestellt.

## Gesetz vom 30. März 1906
Die Entwicklung neuer Waffen schritt so schnell fort (siehe Brisanzgranate – ab etwa 1890; Schnellfeuergeschütz ab etwa 1900), dass im Jahr 1900 ein Komitee zur Überprüfung der Verteidigung Antwerpens gegründet wurde. Dieses Komitee betrachtete die derzeitige Verteidigung als mangelhaft, konnte jedoch keine Lösung anbieten. Schließlich stellte die Regierung im Mai 1905 einen Vorschlag vor, in dem der Abriss der Brialmontumwallung und der Bau eines Sicherheitsrings um die Forts 1–8 und eine neue Verteidigungslinie auf der Linie Rupel – Nete vorgesehen waren. Dieser Plan wurde durch das Gesetz vom 30. März 1906 ratifiziert; er umfasste den Bau von elf neuen Forts und zwölf Schanzen. Diese Festung Antwerpen (die so genannte Hoofdweerstandsstelling) sollte insgesamt auf dem rechten Ufer der Schelde 16 Forts und zehn Schanzen und auf dem linken Ufer fünf Forts und zwei Schanzen umfassen.

## Struktur der Forts und Schanzen

### Die Brialmontforts
Klassische Forts hatten eine etwa rechteckige Form. Ein gutes belgisches Beispiel für ein rechteckiges Fort mit Artilleriepositionen an den Ecken ist das Fort „Liefkenshoek“ aus dem 16. Jahrhundert. Danach gab es eine schrittweise Entwicklung im Festungsbau. Im 19. Jahrhundert existierten zwei Schulen im Festungsbau, die „französische“ und die „deutsche“ Schule. Die deutschen Forts hatten eine Polygonalsystem mit Kaponniere. Die französischen Forts basierten auf einem Bastionärsystem. Brialmont (der Architekt der belgischen Forts) war im Jahre 1846 nach Deutschland gereist, wo er den deutschen Festungsbau kennenlernte.
Die Forts hatten mehrere Funktionen. 
Das waren
1. Fernverteidigung
2. Verteidigung der Zwischenräume der Forts sowie
3. Grabenverteidigung.

Der Entwurf wurde an diese Funktionen angepasst.
Auf der Außenseite wurden die Forts von einem 40 bis 50 m breiten Graben umgeben, um so einen direkten Angriff möglichst zu erschweren. Außerhalb der Gräben befand sich das Glacis eine deckunglose Schräge, die es erlaubte, angreifende Infanterie unter wirkungsvolles Feuer zu nehmen. An der Innenseite des Grabens befand sich die Escarpenmauer, die bis zu einer Höhe von zehn Metern reichte und die Besatzung gegen direktes Feuer schützte. Die Artillerie war in Deckung hinter dieser Mauer aufgestellt.
Das eigentliche Fort hatte eine Polygonalstruktur. Im Hauptgebäude des Forts, dem so genannten Reduit, befanden sich die Aufenthaltsräume für die Besatzung in Friedenszeiten. Es diente als letzter Schutz, wenn der Feind bereits in das Fort eingedrungen war. Dieses Reduit wurde aus Backsteinen hergestellt und hatte zur Verteidigung Kanonen auf dem Dach, in der Regel hinter einer krenelierten Mauer installiert. An der Frontseite des Forts wurden die Hauptgeschütze hinter Erdwällen aufgestellt. Weitere Geschütze befanden sich in der Kaponniere der Front. Die Hauptfassade hatte eine Breite von etwa 350 m und verfügte auf jeder Seite über eine Halbkaponniere. Auf den Erddeckungen der Hauptfassade wurden etwa dreißig Geschütze und Granatwerfer für die Verteidigung des Vorfeldes aufgestellt.
Zur Überquerung des rückseitigen Grabens war eine Brücke installiert. Dieser Zugang wurde durch zwei Verteidigungsstellungen geschützt.
Die späteren Forts, wie die Sperrforts „Walem“, „Lier“, „Steendorp“, haben eine ähnliche Struktur, aber ohne Reduit.
Die Forts waren miteinander durch die so genannte Krijgsbaan verbunden.
- →siehe auch: Kommunikation (Festung)

### Gesetz von 1906
Der Bau der mit dem Gesetz von 1906 beschlossenen Forts begann im Jahre 1909, nachdem das dafür benötigte Land enteignet worden war. Ausgeführt wurden die Arbeiten von der Firma Bolsée aus Antwerpen. Die vom Bauplan her sehr ähnlichen Forts wurden in 2,5 m dickem unbewehrtem Beton ausgeführt, der Kanonen bis zu 28 cm Kaliber Widerstand leisten sollte. Die Forts der sogenannten „Zweiten Ordnung“ hatten eine Hauptkuppel mit zwei 15-cm-Geschützen, zwei Kuppeln mit 12-cm-Haubitzen und vier Kuppeln mit 7,5-cm-Kanonen. Die Forts „Erster Ordnung“ hatten zwei Kuppeln für je zwei 15-cm-Kanonen und zwei zusätzliche Kuppeln mit einer 7,5-cm-Kanone.
Die 15-cm-Kanonen und 12-cm-Haubitzen waren an der Front der Hauptgebäude platziert. An den Flanken der Vorderseite waren Kaponnieren für die Grabenverteidigung eingebaut. Diese Kaponnieren gab es in den folgenden Ausführungen: zusammengestellte kasemattierte Kaponnieren, Kaponnieren mit Kuppeln (Bornem), freistehende Kaponniere (Stabroek, St. Katelijne Waver und Gravenwezel) oder angebundete Kaponniere (Brasschaat und Kessel). Fort Bornem hat eine Struktur mit einer pseudobastonierten Front mit Kuppeln auf der Kaponniere.

### Bewaffnung
Die Forts hatten mehrfache Funktionen:
Die ersten Forts 1–8 (erbaut ab 1859) hatten ursprünglich keine fest eingebauten Artillerie, da hierfür mobile Feldgeschütze verwendet wurden. In die späteren Forts wurde dann die Artillerie fest eingebaut. Gemäß den zu diesem Zeitpunkt bereits vorherrschenden Erkenntnissen wurden die Decken der Hohlräume stärker ausgeführt als noch ursprünglich geplant.
Die wichtigsten Entwicklungen im Bereich der Artillerie:
- Ab 1885 wurde Pikrinsäure oder Nitrozellulosepulver anstelle von Schwarzpulver verwendet.
- Durch den Gebrauch von TNT erhöhte sich die Splitterwirkung der Granaten (Brisanzgranate).
- In Deutschland wurden die ersten Kanonenrohre aus gezogenem Stahl hergestellt, welche die bis dahin aus Gusseisen und Bronze hergestellten Rohre ersetzten. Dadurch konnte das Kaliber vergrößert werden. Die Wirkung wurde damit um ein Vielfaches gesteigert.

Entwicklungen in der Chemie und Metallurgie veränderten die bis zur Mitte des 19. Jahrhunderts kaum veränderte Kanone dramatisch.
Infolge der raschen Weiterentwicklung auf dem Gebiet der Artillerie mussten die Forts den veränderten Verhältnissen angepasst werden.
Ein Teil der Geschütze wurde bereits in Bunkern aufgestellt, während die anderen noch frei standen.
Als schwere Artillerie wurden zu diesem Zeitpunkt in der Hauptsache die 21-cm-Geschütze der Firma Krupp und die 22-cm-Geschütze der Firma Le Creusot geführt. Um gegen diese Kaliber bestehen zu können, waren bis 1890 die Gewölbedecken aus Beton auf eine Stärke von 2,25 bis 2,5 m verstärkt worden. Die Entwicklungen schritten allerdings oftmals so schnell voran, dass die Baumaßnahmen zur Verstärkung nicht Schritt halten konnten. Im Jahre 1905 setzten die Japaner während der Belagerung von Port Arthur im Russisch-Japanischen Krieg schon 28-cm-Geschütze ein, kurz vor dem Ersten Weltkrieg verfügte Deutschland bereits über 42-cm-Haubitzen (sog. Dicke Bertha).
Im Jahr 1912 in Russland durchgeführte Versuche mit einer belgischen Panzerkuppel zeigten, dass diese bereits einem Kaliber von 28 cm nicht mehr standhalten konnte. Diese Informationen wurden von der belgischen Militärführung ignoriert, insbesondere war eine weitere Verstärkung der Forts aus bautechnischen Gründen nicht mehr möglich.
Das maximale Geschützkaliber für die Fortartillerie lag bei 15 cm (lediglich die Forts für die Verteidigung der Schelde „De Perel“, „St. Filips“ hatten 24-cm- und 28-cm-Geschütze). Die Bewaffnung für den Fernkampf der Forts der äußeren Linie bestand aus ein oder zwei Kuppeln mit je zwei 15-cm-Geschützen (39-kg-Granate mit einer Reichweite von 8,4 Kilometern), zwei Kuppeln für je eine 12-cm-Haubitze (20-kg-Granate, Reichweite 6,4 km), vier oder sechs Geschütztürme für eine Kanone 7,5 cm (5,5 kg schwere Granaten; Reichweite 6 km), und zwei Beobachtungpanzertürmen. Darüber hinaus gab es für die Verteidigung des Grabens sechzehn Kanonen 5,7 cm (2,7-kg-Granate, Reichweite 2,2 km und Kartätsche für die Nahverteidigung) sowie zwei 7,5-cm- und zwei 12-cm-Geschütze für die Verteidigung der Zwischenräume.

## Einsatz der Forts Antwerpens im Ersten Weltkrieg
Bei Ausbruch des Krieges im Jahre 1914 griff die deutsche Armee zunächst die Festung Lüttich an. Ihre Angriffsgruppe war mit schwersten Geschützen deutschen (42 cm Kaliber, Reichweite 10 km) und österreichischen Typs (30,5 cm Kaliber, Reichweite 9,6 km) ausgerüstet, die außerhalb der Reichweite der Festungsartillerie aufgestellt werden konnten. Diesen Kalibern konnten die aus Beton gebauten Forts nicht lange widerstehen. 

Am 15. August 1914 wurde das Fort Loncin durch einen deutschen Treffer in das Munitionslager zerstört. 350 Männer wurden sofort getötet und die Hälfte der Festung zerstört. Bis heute sind die sterblichen Überreste dieser Männer unter der Festung begraben.
Nach der Zerstörung der Verteidigungswerke um Lüttich erfolgte der Anmarsch der Deutschen auf die zweite große belgische Festung. Am 4. September wurden die ersten Geschütze auf die Forts der Achse Walem – Breendonk gerichtet. Durch die schweren Kämpfe an der französischen Front verzögerte sich der Angriff zunächst, wurde jedoch am 22. September 1914 erneut aufgenommen. Erste Ziele waren die Forts Walem, Lier und Sint Katelijne Waver, wobei zunächst das Fort Walem mit österreichischen 30,5-cm- und deutschen 42-cm-Mörsern angegriffen wurde. Am 30. September waren die Forts Walem, Sint Katelijne Waver und Koningshooikt artilleristisch niedergekämpft. Daraufhin konnten die deutschen Truppen am 1. Oktober das Fort Sint Katelijne Waver und die Schanzen Dorpveld und Bosbeek einnehmen. Am 2. Oktober fielen die Forts Lier und Walem. Am 4. Oktober eroberte das deutsche Heer auch Fort Kessel. Am 5. Oktober begann die Beschießung von Fort Broechem, das am nächsten Tag außer Gefecht gesetzt wurde. Damit war die Festung Antwerpen unhaltbar geworden.
Am 9. Oktober gab das belgische Heer das rechte Ufer der Schelde und mit ihm die Forts Schoten, Brasschaat, Merksem, Kapellen und Lillo auf.
Am 10. Oktober gab das Heer auch das linke Ufer der Schelde auf und zog sich auf die Ijzerlinie im Westen Belgiens zurück.
Insgesamt feuerten deutsche und österreich-ungarische Truppen 590 Granaten vom Kaliber 42 cm und 2130 vom Kaliber 30,5 cm auf die Forts ab. Obwohl die Widerstandskraft nur gering war, darf ihre Rolle nicht unterschätzt werden. Sie boten zumindest dem belgischen Heer die Möglichkeit, sich in die Westhoek zurückzuziehen.

## Zwischenkriegszeit und Zweiter Weltkrieg
Im Ersten Weltkrieg hatte sich die Anfälligkeit der Forts gezeigt. Es war klar, dass die Entwicklung der Artillerie schneller voranschritt als der Bau von dagegen resistenten Forts. Die Idee der Forts war veraltet. Nach dem Ersten Weltkrieg wurden Forts daher nicht mehr überall als eine Verteidigungsmethode gesehen, die Rolle der Forts verschob sich hin zur primären Unterstützung für die Infanterie.
Zwischen den beiden Weltkriegen wurden also nur geringfügige Anpassungen durchgeführt. Diese beinhalteten:
- Aufrüstung – die alten Geschütze wurden teilweise durch Stellungen für leichte und schwere Maschinengewehre ersetzt. Die alten Geschütztürme wurden durch sogenannte Abri élémentaires (halbrunde gepanzerte Bunker) ersetzt; je Fort gab es sechs dieser Bunker.
- Eine stellenweise Verstärkung der Befestigungen mit Stahlbeton.
- Die Verbesserung der Lüftung und Einrichtung von gasdichten Räumen.

Die Forts dienten auch als Lagerhallen.
Darüber hinaus wurde die Festung Antwerpen mit einem Panzersperrgraben verstärkt, der von Berendrecht (an der ehemaligen Schanze Berendrecht) bis zum Albertkanal bei Massenhoven verlief. Der Panzersperrgraben zieht sich in einer Entfernung von 15 km vom Stadtzentrum rund um Antwerpen. Seine Länge beträgt 33 km. Der Panzersperrgraben hat 15 Schleusen zur Regulierung des Wasserstandes. Diese Schleusen wurden von Bunkern verteidigt. Dreizehn dieser Bunker wurden gebaut, von denen zwei seitdem abgerissen wurden. Die beiden übrigen Schleusen wurden durch die nahe liegenden Forts und Schanzen verteidigt. Diese Bunker wurden jeweils mit drei 13,2-mm-Maschinengewehren bewaffnet.
Im Zweiten Weltkrieg spielte die Festung Antwerpen nur eine begrenzte Rolle. Nach dem Überfall auf Belgien 1940 zog sich das belgische Heer am 14. Mai auf die Linie Koningshooikt – Waver zurück. Nachdem die Wehrmacht am 13. Mai die Maginot-Linie bei Sedan umgangen hatte, beschloss die belgische Armeeführung, sich weiter auf Antwerpen zurückzuziehen. Am 16. und 17. Mai kämpften noch einige Forts und Schanzen, vor allem, um den Rückzug des Heeres auf die Westhoek zu decken.
Die Deutschen hielten die Festung Antwerpen im Zweiten Weltkrieg weiterhin verteidigungsbereit. Einige Forts wurden vom Unterdrückungsapparat der Besatzungsmacht verwendet. Fort Breendonk war ein Gestapo-Lager. Mehr als 3.000 Häftlinge kamen dort ums Leben.
Im September 1944 gelang den Westalliierten ein stürmischer Vormarsch (Paris hatte am 26. August 1944 kampflos kapituliert). Britische Truppen befreiten Antwerpen.
In heutiger Zeit ist Fort Breendonk eine nationale Gedenkstätte.

## Gegenwart
Die Forts 1–7 (Gesetz von 1851) wurden bereits während des Baus des Brialmontumwallung abgerissen, mit Ausnahme von Fort 2, dessen Reduit heute ein Teil der Sportarena ist.
Die Brialmontforts 2–8 existieren noch. Nur Fort 1 wurde (als es 100 Jahre alt war) im Jahre 1959 für den Bau des Einkaufszentrums Wijnegem und die Verlängerung der Straßen N12 und R11 abgerissen.
Von den Forts des Gesetzes von 1870 existieren heute noch die Forts Merksem, Kruibeke, St. Filips und Zwijndrecht. Fort De Perel wurde im Zweiten Weltkrieg von den Deutschen gesprengt. Die letzten Überreste wurden im Jahr 1958 abgerissen.
Alle Forts aus dem Zeitraum 1877–1883 (Walem, Lier, Steendorp, Schoten) existieren noch. Die Schanzen Duffel und Kapellen aus dem Zeitraum 1883–1893 existieren noch. Die Schanzen Oorderen und Berendrecht wurden im Zuge der Hafenerweiterung abgerissen.
Alle zwischen 1906 und 1914 gebauten Forts bestehen heute noch. Nur die Schanze Massenhoven wurde für den Bau eines Stausees entlang des Albertkanals abgerissen. Die Schanzen Smoutakker und Schilde wurden von den sich zurückziehenden Belgiern im Ersten Weltkrieg gesprengt.
Von den Forts 2–8 dienen heute zwei als Museen, zwei wurden zum Naturmonument, eines ist kommunales Eigentum, eines bildet ein Erholungsgebiet und eines befindet sich im Eigentum der Universität Antwerpen.
Von den Forts aus der Periode 1870–1890 sind zwei noch in militärischer Verwendung, eines ist Erholungszentrum und eines wurde zum Naturreservat. Von den Forts aus der Zeit 1877–1883 dient eines dem Militär, eines ist Naturdenkmal, eines befindet sich in gemeinschaftlichem Eigentum (vormals: Ministerium der Finanzen) und eines wird von einem Schützenverein und von Funkamateuren gemietet. Die Schanze Kapellen ist Militärgebiet; die Schanze Duffel ist privates Eigentum und wird mit EU-Mitteln der Öffentlichkeit zugänglich gemacht. Fort Sint Katelijne Waver ist mit Erholungshäusern bebaut und Fort Stabroek wird für Paintballmanöver genutzt. Von den Forts aus der Zeit von 1906 bis 1914 sind noch drei militärische Bereiche, eines wurde mit Erholungshäusern und eines mit Fischerhütten bebaut, zwei sind Museen, zwei sind in Privateigentum, drei dienen als Erholungsgebiete.
Viele der Forts sind Überwinterungsorte für Fledermäuse. Dies gilt für fünf der Forts 1–8 und für elf der später gebauten Forts. In Fort Brasschaat überwintern mit zwischen 800 und 900 Exemplaren die meisten Fledermäuse. In den anderen Forts überwintern kleinere Fledermauskolonien zwischen 20 und 300 Tieren.